# Сан-Вісенте (вулкан)
Сан-Вісенте (ісп. San Vicente), інші назви Чичонтепек (піпіль Chinchontepec) і Лас-Чичес — вулкан, розташований в центральній частині Сальвадору, на кордоні департаментів Сан-Вісенте і Ла-Пас, за декілька кілометрів на північний захід від міста Сан-Вісенте. Це другий за висотою вулкан Сальвадора після вулкана Санта-Ана, його висота — 2173 м над рівнем моря.
Назва вулкана «Чичонтепек» перекладається з мови науат індіанського народу піпіль як «гора двох грудей», так як дві вершини вулкана з боку нагадують жіночі груди. Обидві вершини представляють собою правильні конуси майже рівні за висотою (2173 і 2083 м.), що закінчуються відкритими на схід кратерами.
Вулкан покритий щільним масивом лісів. На південному схилі, біля основи вулкану, існують кілька термальних джерел, які відомі своїми цілющими властивостями. Через сірчані пари їх називають «Infernillos» («маленьке пекло»). У напрямку півночі простягається долина Ріо-Хібоа, одна з найприбутковіших сільськогосподарських областей Сальвадора.
Сан-Вісенте — сплячий стратовулкан. Повідомлення про історичні виверженнях в 1643 і 1835 роках виявилися помилковими. Встановлено, що останнє істотне виверження сталося понад 1700 років тому.
9 серпня 1995 року в вулкан врізався літак Боїнг-737, який прямував з Гватемали в Сан-Сальвадор. Загинуло 58 пасажирів і 7 членів екіпажу.